# Isolierte hypertherme Extremitätenperfusion
Die  Isolierte Extremitätenperfusion (Isolated limb perfusion, ILP) ist ein etabliertes neoadjuvantes Verfahren zur Behandlung des Weichteilsarkoms der Extremitäten. Etabliert wurde sie bereits in den 1950er Jahren zur Behandlung von bösartigen Tumoren. In den ersten Jahrzehnten wurde eine Kombination von Cisplatin, Melphalan und Adriamycin eingesetzt, dessen Ergebnisse in der Sarkomtherapie kritisch gesehen wurden, da eine hohe Rezidivrate auftrat. Erst mit der Zulassung von TNF-α im Jahr 1999 stellt die Extremitätenperfusion eine wirksame Option bei der Behandlung von Weichgewebesarkomen dar, durch die Amputationen von Arm oder Bein vermieden werden kann. Durch die ILP können Ansprechraten von 72 bis 82,5 %, sowie ein Extremitätenerhalt in 72 bis 96 % der Fälle erzielt werden. Auf dem SarkomMeeting in Frankfurt, die etablierte Fortbildungsveranstaltung für Sarkomexperten zu den Therapiestandards, stellte Matthias Schwarzbach am 4./5. September 2020 seine Daten mit ebenfalls 96 % Extremitätenerhalt bei 82 Patienten in der Zeit von 2010 bis 2019 vor.
Der Einsatz der ILP erfolgt vor allem neoadjuvant bei aggressiven Weichgewebesarkomen mit höherer histopathologischen Differenzierung (Malignitätsgrad G2 oder G3), wenn eine primäre Amputationsindikation vorliegt, da das Sarkom an den Extremitäten zu groß für eine normale Operation geworden ist. Während der Operation wird eine Herz-Lungen-Maschine mit einem Wärmegerät an den betroffenen Arm/das betroffene Bein angeschlossen und Arm vom Körperkreislauf abgekoppelt. Über die Herz-Lungen-Maschine wird die Extremität dann mit einer erwärmten und sauerstoffangereicherten Blut-Kochsalz-Lösung durchströmt, welches den Tumor für die nachfolgenden Medikamente empfindlicher macht. In der Regel wird der betroffene Arm/das betroffene Bein über 90 Minuten mit TNF-α und Melphalan behandelt. A.M.
| Grad | Perfusionsreaktion |
| ---- | --- |
| 1    | Keine subjektive/objektive Reaktion |
| 2    | Leichtes Ödem oder ein leichter Hautausschlag                                                                                           |
| 3    | Schweres Ödem oder ein schwerer Hautausschlag mit Blasenbildung und mäßiger Bewegungseinschränkung                                      |
| 4    | Epidermolyse (Ablösung der Epidermis unter Bildung von Blasen), Gewebeschäden, permanenter Funktionsverlust oder ein Kompartmentsyndrom |
| 5    | Reaktionen sind so stark, dass eine Amputation erfolgt                                                                                  |

Nach 6–8 Wochen wird das „abgestorbene“ Tumorgewebe mit einer weiten oder kompartimentalen Resektion entfernt. Bei einer Blutgefäßbeteiligung ist die Klassifikation und der Behandlungsalgorithmus nach Schwarzbach sinnvollerweise anzuwenden Im speziellen Fall der Nervenbeteiligung kann bei der Tumorentfernung entsprechend der Klassifikation nach Sweiti/Schwarzbach anwendet werden.